# کلیایی (ماهیدشت)
کُلیایی، روستایی از توابع بخش ماهیدشت شهرستان کرمانشاه در استان کرمانشاه ایران است.در زمان پهلوی اول که روس ها به منطقه کرمانشاه هجوم آورده بودند علی اکبر خان سنجابی مقابلشان ایستاد اما شکست خورد و دخترش را روس ها گروگان گرفتند از آن طرف هم امان الله خان فرهنگ کلیایی در منطقه سنقر کلیایی چون طرفدار آلمانی ها بود متفقین به او حمله کردند و قلعه او را در شهر سطر مرکز ایل کلیایی که خود از کلهرهای هفت ماله بانه سیری ایوانغرب هستند به توپ بستند امان الله خان فرهنگ گریخت و به سمت منطقه ماهیدشت رفت وقتی خبردار شد دختر علی اکبرخان را دزدیده اند با دویست سوار به کمک علی اکبر خان شتافت و شب هنگامی که روس ها جمع بودند به آنها یورش برد و همه را کشت .علی اکبرخان هم به پاس این کار به عده ای از مردان کلیایی زمین داد و عده ای آنجا مستقر شدند و آنجا کلیایی نامگذاری شد

## جمعیت
این روستا در دهستان ماهیدشت قرار دارد و براساس سرشماری مرکز آمار ایران در سال ۱۳۸۵، جمعیت آن ۳۵۷ نفر (۸۲خانوار) بوده‌است. زبان و گویش مردم کلیایی کردی جنوبی است.